# Friedrich Kellner von Köllenstein
Friedrich Marcus svobodný pán Kellner von Köllenstein (4. června 1802 Terezín – 12. ledna 1881 Vídeň) byl rakouský generál. Jako absolvent vojenské akademie sloužil v armádě od roku 1821, vystřídal působení u různých jednotek, později byl úředníkem Dvorské válečné rady. Jako vyšší důstojník se vyznamenal v revolučních letech 1848–1849 ve Vídni a v Uhrách. V roce 1853 byl povýšen na polního podmaršála, získal titul barona a v letech 1853–1859 byl generálním pobočníkem císaře Františka Josefa. Po prohrané válce v Itálii byl odvolán a nadále zastával jen čestné hodnosti u císařských gard. V roce 1874 byl jmenován členem Panské sněmovny a mimo aktivní službu nakonec dosáhl v armádě hodnosti polního zbrojmistra (1875).

## Životopis

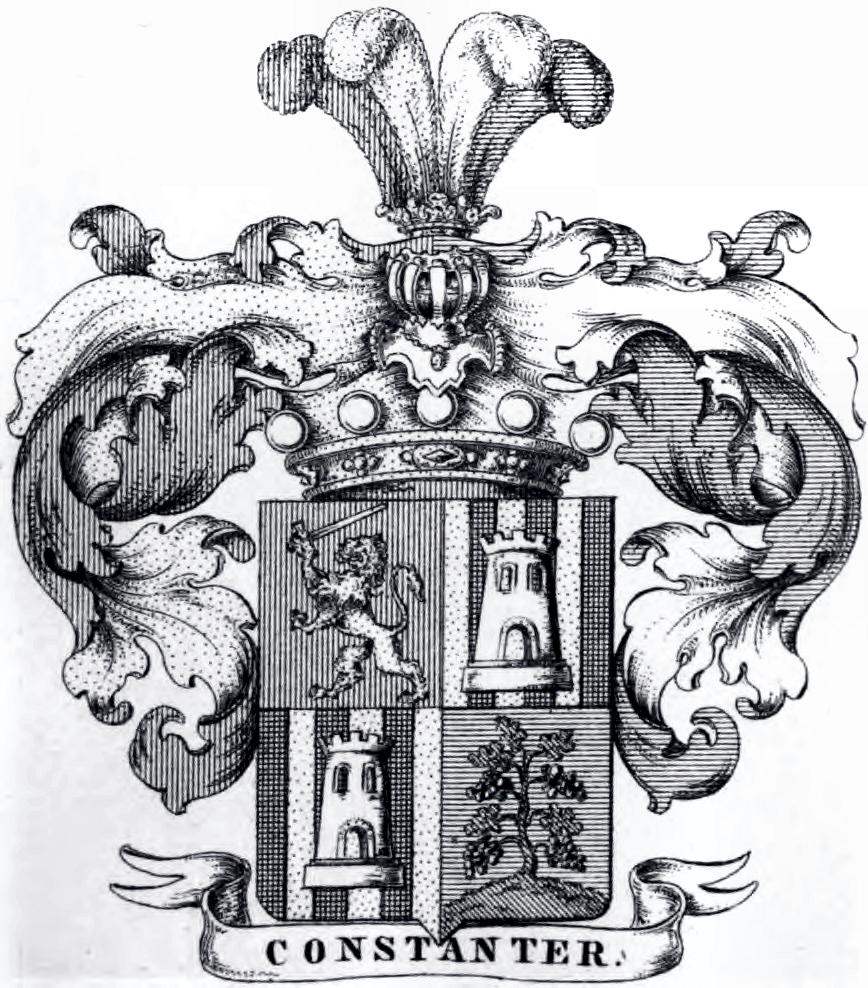
Erb rodu Kellnerů při povýšení do stavu svobodných pánů

Pocházel z německé rodiny usazené v Rakousku, narodil se jako starší syn c. k. hejtmana Christopha Kellnera (1764–1829) povýšeného v roce 1822 do šlechtického stavu, matka Josefa pocházela z hraběcí rodiny Troyerů. Friedrich studoval na Tereziánské vojenská akademii ve Vídeňském Novém Městě a do armády vstoupil v roce 1821 jako poručík k 9. praporu polních myslivců. U různých jednotek polních myslivců postupoval v hodnostech (nadporučík 1830, kapitán 1838). V roce 1842 byl povýšen na majora a přešel k pěšímu pluku č. 13, následně byl přidělen k vrchnímu velitelství rakouských zemí ve Vídni. Jako podplukovník (1845) se stal referentem vojenské sekce ve státní radě, respektive poradcem u Dvorské válečné rady a již v roce 1846 dosáhl hodnosti plukovníka.
Během revoluce 1848–1849 se zúčastnil bojů ve Vídni, později se vyznamenal v tažení proti maďarským povstalcům. V roce 1849 byl povýšen do hodnosti generálmajora a náměstka na ministerstvu války. Krátce poté byl v květnu 1849 jmenován do funkce druhého císařského generálního pobočníka, v níž byl podřízen hraběti Grünnovi. Byl pověřován diplomatickými úkoly, nejdůležitější misi vykonal v roce 1852 v souvislosti s událostmi v Černé Hoře, kde byla téhož roku vyhlášena nezávislost na Osmanské říši. V roce 1853 byl povýšen do hodnosti polního podmaršála a císařského generálního pobočníka. V roce 1859 se zúčastnil války se Sardinií a osobně doprovázel císaře Františka Josefa v bitvě u Solferina. Po prohrané válce byl odvolán z funkce generálního pobočníka a nadále zastával jen čestný post nadporučíka císařské gardy (Arcièren-Leibgarde). K datu 1. ledna 1867 byl penzionován, ale ještě v roce 1875 obdržel titulární hodnost polního zbrojmistra.

## Tituly a ocenění
Od otcovy nobilitace v roce 1822 užíval prostý šlechtický titul s predikátem Edler von Köllenstein. Jako komandér Leopoldova řádu byl na základě řádových stanov povýšen do stavu svobodných pánů (1853).Ve funkci císařského generálního pobočníka obdržel v roce 1854 titul c. k. tajného rady s nárokem na oslovení Excelence. Od roku 1857 byl čestným majitelem pěšího pluku č. 41. V roce 1874 byl jmenován doživotním členem rakouské Panské sněmovny. Během vojenské kariéry získal řadu ocenění v Rakousku i v zahraničí, získal také čestné občanství v Debrecíně a Ptuji.

### Rakousko
- Řád železné koruny I. třídy (1859)
- komandérský kříž Leopoldova řádu (1853)
- Vojenský záslužný kříž (1850)

### Zahraničí
- Řád červené orlice I. třídy (Prusko)
- Řád svaté Anny I. třídy s brilianty (Rusko)
- Řád svatého Vladimíra II. třídy (Rusko)
- Řád sv. Stanislava II. třídy (Rusko)
- velkokříž Záslužného řádu bavorské koruny (Bavorsko)
- velkokříž Řádu Albrechtova (Sasko)
- velkokříž Řádu Albrechta Medvěda (Anhaltsko)
- velkokříž Řádu svatého Josefa (Toskánsko)
- velkokříž Řádu svatého Řehoře Velikého (Papežský stát)
- Řád svatého Januaria (Království obojí Sicílie)
- Konstantinův řád svatého Jiří (Království obojí Sicílie)

## Rodina
V roce 1831 se oženil s Elisabeth Skrebinkovou (1806–1882), z manželství se narodily čtyři děti. Oba synové sloužili v armádě, starší Friedrich (1834–1875) byl podplukovníkem, mladší Karl (1837–1902) dosáhl hodnosti generálmajora. Starší dcera Anna (1836–1895) byla manželkou místodržitelského rady Alfreda Kodolitche, mladší Hermína (1839–1917) se provdala za c. k. plukovníka barona Franze Teuchert-Kauffmanna.
Friedrichův mladší bratr Karl (1807–1849) byl v armádě podplukovníkem a zemřel na choleru během obléhání Komárna.